# Furcula pallescens
Furcula pallescens är en fjärilsart som beskrevs av Rocci. 1914. Furcula pallescens ingår i släktet Furcula och familjen tandspinnare. Inga underarter finns listade i Catalogue of Life.